# 조부 (남송)
남송 원의태자 조부(南宋 元懿太子 趙旉, 1127년 7월 23일 ~ 1129년 7월 28일)는 중국 남송(南宋)의 황태자이자 추존 황제이다. 남송 고종(高宗)의 유일한 아들이었다.

## 생애
태어난지 얼마 안되어 1127년에 아버지인 북송의 강왕(康王) 조구(趙構)가 남쪽으로 천도한 뒤 황제로 추대되어 고종이 되면서 2년 후 1129년 1월 3일, 2세의 나이로 황태자 책봉되었다.
그런데 같은 해 1129년 3월 23일, 묘부(苗傅), 유정언(劉正彦) 등이 고종을 강제 퇴위시킨 뒤 그를 추대하여 황제로 세우고 연호를 명수(明受)라 하고 묘부가 섭정을 맡았다. 그러나 송나라의 재상 장준(張浚)이 군사를 일으켜 1129년 4월 20일, 유군 조부를 폐위시키고 다시 고종을 복위시켰다.
폐위된 뒤 조부는 위국공(魏國公)으로 강등되었다. 그러나 얼마 뒤 갑작스럽게 사망한다. 그가 죽자 남송 고종은 대성통곡했다 하며, 3일간 정사를 중단했다. 사후 다시 황태자로 복위되어 시호는 원의황태자(元懿皇太子)이다.
| 전임 남송 고종 | 중국 송나라의 비정통 황제 1129년 | 후임 남송 고종 |

| 전임 남송 고종 | 중국 남송의 비정통 황제 1129년 | 후임 남송 고종 |